# Komae

Komae (狛江市 Komae-shi?) este un municipiu din Japonia, zona metropolitană Tokyo.